# Biblioteca Beat Domènech Castellet
La Biblioteca Beat Domènec Castellet és un edifici del municipi d'Esparreguera inclòs en l'Inventari del Patrimoni Arquitectònic de Catalunya.

## Descripció
Edifici entre mitgeres de planta baixa, pis i golfes. A la façana es veu la porta d'entrada flanquejada per dos pilastres que sustenten un entaulament; a la dreta hi ha una gran finestra rectangular. A l primer pis hi ha tres obertures quadrades formant una galeria i a les golfes, altres tres finestres però d'arc de mig punt. La teulada té un gran voladís.

## Història
La Biblioteca va ser construïda durant la Guerra Civil, gràcies a un conveni signat entre l'Ajuntament i la Generalitat de Catalunya. El nom li ve del fet que l'edifici ocupa el solar on hi hagué la casa del Beat Domènec. L'octubre de 1937 es va obrir al públic, encara que poc temps després es va tancar a causa de l'entrada de les tropes nacionals a la vila. Durant el mes de juliol de 1939, es va tornar a posar en marxa el servei de lectura de la Biblioteca seguint les normes fixades pel Comité Ejecutivo del Patronato Provincial de Archivos, Bibliotecas y Museos. El dia 26 de novembre de 1939 es va realitzar l'acte d'inauguració de la "Biblioteca Popular Beato Domingo Castellet, de la Excelentísima Diputación de Barcelona".
Aquesta biblioteca es va tancar el novembre del 2013 .